# Mica (gmina w okręgu Marusza)
Mica – gmina w Rumunii, w okręgu Marusza. Obejmuje miejscowości Abuș, Căpâlna de Sus, Ceuaș, Deaj, Hărănglab, Mica i Șomoștelnic. W 2011 roku liczyła 4539 mieszkańców.